# Euroliga femenina de waterpolo 2015-16
La Euroliga de Campeones de waterpolo de la LEN es la máxima competición europea de clubes femeninos de waterpolo. Esta es la XXIX edición de la competición. El club griego Olympiacos es el vigente campeón.

## Calendario
| Ronda            | Fechas                     |
| ---------------- | -------------------------- |
| Ronda preliminar | 5-7 de febrero de 2016     |
| Cuartos de final | 17 y 27 de febrero de 2016 |
| Final a 4        | 22-23 de abril de 2016     |

## Resultados

### Ronda preliminar

#### Grupo A
| Pos. | Equipo             | Pt | P.J. | P.G. | P.E. | P.P. | G.F. | C.C. |
| ---- | ------------------ | -- | ---- | ---- | ---- | ---- | ---- | ---- |
| 1    | Kinef Kirishi      | 9  | 3    | 3    | 0    | 0    | 60   | 26   |
| 2    | Uralochka Zlatoust | 6  | 3    | 2    | 0    | 1    | 45   | 42   |
| 3    | C.N. Sant Andreu   | 3  | 3    | 1    | 0    | 2    | 44   | 46   |
| 4    | Bayer 08 Uerdingen | 0  | 3    | 0    | 0    | 3    | 35   | 70   |

#### Grupo B
| Pos. | Equipo             | Pt | P.J. | P.G. | P.E. | P.P. | G.F. | C.C. |
| ---- | ------------------ | -- | ---- | ---- | ---- | ---- | ---- | ---- |
| 1    | UVSE               | 9  | 3    | 3    | 0    | 0    | 46   | 21   |
| 2    | Hungerit           | 4  | 3    | 1    | 1    | 1    | 40   | 28   |
| 3    | Spartak Volgogrado | 4  | 3    | 1    | 1    | 1    | 39   | 30   |
| 4    | VK Crvena Zvezda   | 0  | 3    | 0    | 0    | 3    | 16   | 62   |

#### Grupo C
| Pos. | Equipo                  | Pt | P.J. | P.G. | P.E. | P.P. | G.F. | C.C. |
| ---- | ----------------------- | -- | ---- | ---- | ---- | ---- | ---- | ---- |
| 1    | Olympiacos CFP          | 10 | 4    | 3    | 1    | 0    | 69   | 25   |
| 2    | N.C. Vouliagmeni        | 9  | 4    | 3    | 0    | 1    | 58   | 21   |
| 3    | CS Plebiscito Padova    | 7  | 4    | 2    | 1    | 1    | 47   | 20   |
| 4    | Clube Fluvial Portuense | 3  | 4    | 1    | 0    | 3    | 19   | 71   |
| 5    | Otter SC                | 0  | 4    | 0    | 0    | 4    | 17   | 73   |

#### Grupo D
| Pos. | Equipo                | Pt | P.J. | P.G. | P.E. | P.P. | G.F. | C.C. |
| ---- | --------------------- | -- | ---- | ---- | ---- | ---- | ---- | ---- |
| 1    | C.N. Sabadell         | 9  | 3    | 3    | 0    | 0    | 42   | 16   |
| 2    | C.N. Mataró           | 6  | 3    | 2    | 0    | 1    | 28   | 28   |
| 3    | Waterpolo Messina     | 3  | 3    | 1    | 0    | 2    | 20   | 29   |
| 4    | Lille Université C.N. | 0  | 3    | 0    | 0    | 3    | 19   | 36   |

| Fecha        | Hora  | Partido               | Partido | Partido           |
| ------------ | ----- | --------------------- | ------- | ----------------- |
| 5 de febrero | 18:30 | C.N. Sabadell         | 15-6    | C.N. Mataró       |
| 5 de febrero | 20:00 | Lille Université C.N. | 7-9     | Waterpolo Messina |
| 6 de febrero | 17:30 | Waterpolo Messina     | 5-12    | C.N. Sabadell     |
| 6 de febrero | 19:00 | Lille Université C.N. | 7-12    | C.N. Mataró       |
| 7 de febrero | 09:30 | Waterpolo Messina     | 6-10    | C.N. Mataró       |
| 7 de febrero | 11:00 | Lille Université C.N. | 5-15    | C.N. Sabadell     |

### Cuartos de final
- Horario Europeo Central (UTC+1)

| Fecha         | Hora  | Partido       | Partido | Partido       |
| ------------- | ----- | ------------- | ------- | ------------- |
| 17 de febrero | 19:30 | C.N. Sabadell | 15-10   | Hungerit      |
| 26 de febrero | 19:00 | Hungerit      | 11-11   | C.N. Sabadell |

| Fecha         | Hora  | Partido          | Partido | Partido          |
| ------------- | ----- | ---------------- | ------- | ---------------- |
| 17 de febrero | 20:00 | N.C. Vouliagmeni | 9-10    | Kinef Kirishi    |
| 27 de febrero | 12:00 | Kinef Kirishi    | 13-9    | N.C. Vouliagmeni |

| Fecha         | Hora  | Partido            | Partido | Partido            |
| ------------- | ----- | ------------------ | ------- | ------------------ |
| 17 de febrero | 18:00 | Olympiacos CFP     | 13-10   | Uralochka Zlatoust |
| 27 de febrero | 12:00 | Uralochka Zlatoust | 5-10    | Olympiacos CFP     |

| Fecha         | Hora  | Partido     | Partido | Partido     |
| ------------- | ----- | ----------- | ------- | ----------- |
| 18 de febrero | 20:00 | C.N. Mataró | 7-7     | UVSE        |
| 27 de febrero | 17:15 | UVSE        | 9-4     | C.N. Mataró |

### Final a 4
Se disputó el 23 y 24 de abril en Sabadell, España.
| Fecha       | Hora  | Partido       | Partido | Partido        |
| ----------- | ----- | ------------- | ------- | -------------- |
| 23 de abril | 12:00 | C.N. Sabadell | 12-11   | Kinef Kirishi  |
| 23 de abril | 13:30 | UVSE          | 12-11   | Olympiacos CFP |

TERCER PUESTO
| Fecha       | Hora  | Partido        | Partido | Partido       |
| ----------- | ----- | -------------- | ------- | ------------- |
| 24 de abril | 11:00 | Olympiacos CFP | 9-10    | Kinef Kirishi |

FINAL
| Fecha       | Hora  | Partido       | Partido | Partido |
| ----------- | ----- | ------------- | ------- | ------- |
| 24 de abril | 12:30 | C.N. Sabadell | 11-8    | UVSE    |

| Bandera de España       |
| C.N. Sabadell 4º título |